# سیارک ۱۱۷۱۴
سیارک ۱۱۷۱۴ (به انگلیسی: 11714 Mikebrown، نامگذاری:1998HQ51) یازده هزار و هفتصد و چهاردهمین سیارک کشف شده‌است که در ۲۸ آوریل ۱۹۹۸ کشف شد.
قدر مطلق سیارک برابر ۲۲٫۴ است.